# 久保勘一
久保 勘一（くぼ かんいち、1910年9月25日 - 1993年11月23日）は日本の政治家。長崎県知事（公選第7-9代）、参議院議員（2期）。愛称は「クボカン」。元五島市長の中尾郁子は娘。

## 来歴・人物
長崎県五島列島の三井楽町（現五島市）で生まれる。長崎県師範学校（現長崎大学）を卒業後、五島の農協組合長を経て長崎県議会議員に当選。1961年から1962年に同議会議長。
1962年の第6回参議院議員通常選挙に出馬し、長崎地方区で初当選。参議院文教委員長などを務め、2期目途中の1970年に長崎県知事選挙に出馬。4選をめざす佐藤勝也に挑戦し、地元生え抜きの久保と官僚出身の佐藤という構図の対決となり、自民党県連が2つに割れた。当時首相だった佐藤栄作の判断で、県連の主流派が支持した佐藤勝也が公認を得たが、長崎県選出の自民党国会議員は5人中4人が久保を支持した。選挙では44万票対21万票で佐藤に圧勝し、知事に就任した。
知事在任中には、難航していた大村市箕島への長崎空港建設のため、反対する農家を説得した。本土側に農地を提供するとともに専任指導員を付けるなど移住後の手厚いケアを行ない、就任から5年後の1975年に空港が開港した。
また、1978年には放射線漏れ事故を起こしたむつを佐世保港に受け入れた。被爆県として反対の声も強かったため、原子炉運転のためのカギを知事が預かる「核封印方式」を採っている。また、「むつ基金」を創設し、長崎新幹線の完成を他の整備新幹線より遅らせないとする「むつ念書」を自民党三役と極秘に交わすなど、この交渉において政治手腕を発揮した。
知事3期目に病に倒れたが車椅子を用いるなどして任期を務めあげ、1982年に引退。同年春の叙勲で勲一等瑞宝章受章。1993年11月23日、急性心不全のため死去、83歳。死没日をもって従三位に叙される。